# Cool Runnings FC
Der Cool Runnings Football Club war ein Fußballverein aus Anguilla.

## Geschichte
Der Verein wurde Anfang des 21. Jahrhunderts gegründet und spielte in der Saison 2002/03 erstmals in der AFA League und wurde Tabellendritter. Auch 2004 spielte der Verein Erstklassig und stand am 5. Dezember 2004 im Staffelfinale gegen Spartans International und unterlag 1:0. Inspiriert wurde der Name des Vereins vom Disney-Film Cool Runnings – Dabei sein ist alles (1993) über eine jamaikanische Bobmannschaft.
Die Heimspielstätte des Vereins war der James Ronald Webster Park, mit einer Kapazität von 4000 Zuschauern.